# Вилађо Туристико (Бреша)
Вилађо Туристико је насеље у Италији у округу Бреша, региону Ломбардија.
Према процени из 2011. у насељу је живело 9 становника. Насеље се налази на надморској висини од 1098 м.